# Spodoptera apertura
Spodoptera apertura är en fjärilsart som beskrevs av Walker 1865. Spodoptera apertura ingår i släktet Spodoptera och familjen nattflyn. Inga underarter finns listade i Catalogue of Life.